# Jakob Mar Irenios
Ireneusz (ur. 15 sierpnia 1945) – duchowny Malankarskiego Kościoła Ortodoksyjnego, od 1993 biskup Koczinu. Sakrę biskupią otrzymał 16 sierpnia 1993.